# Jorge Foinquinos Mera
Jorge Rafael Foinquinos Mera (Loreto, 8 de abril de 1954) es un ingeniero civil, empresario y político peruano. Fue congresista de la república, desde septiembre del 2008 hasta julio del 2011, tras el fallecimiento de Mario Peña Angulo.

## Biografía
Nació en la ciudad de Contamana, ubicado en el departamento de Loreto, el 8 de abril de 1954. Es hijo de Rafael Foinquinos Ruiz y de Dora Mera Dávila.
Realizó sus estudios superiores en la Facultad de Ingeniería Civil de la Universidad Nacional de Ingeniería.
Ha destacado siendo empresario de la Construcción, presidente de la Cámara Peruana de la Construcción, vicedecano del Colegio de Ingenieros del Perú-Consejo Departamental de Loreto y vicepresidente del Club de Caza y Pesca de Iquitos. También como asesor, presidente, jefe de Región y jefe de Zona Dist. H-4. del Club de Leones de Iquitos.

## Carrera política
Es militante del partido Acción Popular.

### Congresista de la República
Jorge Foinquinos se inicia en la política cuando postuló al Congreso de la República en representación del departamento de Loreto por el Frente de Centro, coalición formada por los partidos Acción Popular, Somos Perú y la Coordinadora Nacional de Independientes. Sin embargo, no resultó elegido.
El 25 de septiembre del 2008, tras la muerte del entonces congresista Mario Peña Angulo, Foinquinos fue convocado para ocupar el puesto del difunto parlamentario y juramentó como congresista para completar el periodo parlamentario 2006-2011.
Durante su labor en el legislativo, fue vocero de la bancada Alianza Parlamentaria (agrupación conformada por Acción Popular, Somos Perú, Restauración Nacional y Perú Posible) y presidente de la Comisión de Comercio Exterior y Turismo (2010-2011).
En las elecciones regionales del 2014, fue candidato al Gobierno Regional de Loreto por Acción Popular y quedó en 5.º lugar, con el 5.95% de votos válidos. Postuló nuevamente al Congreso en el 2016 sin tener éxito.
Fue cuestionado por el dominical Día D, en noviembre del 2020, de un supuesto encubrimiento a un caso de abuso sexual.